# Olga Balthajy
Olga Balthajy, née Olga Semenovna Hazanovich (en ukrainien : Ольга Семенівна Балтажі) le 28 avril 1970 à Zaporijjia est une joueuse de dames internationales ukrainienne.
Grand maître international (GMIF), elle a été championne d'Europe en 2014 à Tallinn en cadence lente.
Elle a aussi fini deuxième au Championnat du monde en 2001 et sur la troisième marche du podium en 2003.
En blitz, elle devient championne du monde en 2015 à Izmir. Pour cette distinction, elle est reçue dans l'Ordre de la princesse Olga.